# Z-Office
Z-Office ist eine deutsche Horrorkomödie des Regisseurs Douglas Stahl. Der mittellange Spielfilm ist u. a. mit Nikolai Will, Alexandra Schiller, Klaus Thiel-Klenner und Florian Simbeck besetzt worden.

## Handlung
Im Jahre 1986 ist Karl bereits seit 14 Jahren in einem Großraumbüro als Verwaltungsfachangestellter tätig und füllt seinen Job für sein Empfinden leidenschaftlich aus. Eines Morgens teilt ihm sein Chef allerdings mit, dass er in baldiger Zukunft gegen einen modernen Computer ausgetauscht werden soll. Karl arbeitet fortan besonders gewissenhaft, um seinen Chef vom Gegenteil zu überzeugen. Doch sein motiviertes Vorhaben wird durch eine befremdliche Grippewelle gestört, und seine Arbeitskollegen verwandeln sich langsam in Zombies, die übereinander herfallen. Nun kämpft er zusammen mit den ebenfalls nicht infizierten Kollegen Fred und der Praktikantin Lilly um sein Überleben und die Rettung seines Jobs.

## Hintergrund und Veröffentlichung
Die Zombiekomödie entstand als Bachelor-Abschlussarbeit von Douglas Stahl in den Studios der Fachhochschule Dortmund. Dabei brachte ihm sein Werk die Bestnote ein. Der Film wurde mittels Sponsoren aus ganz Deutschland innerhalb einer Crowdfunding-Aktion sowie zusätzlich verdienten und ersparten Geld finanziert und die rund 12-tägigen Dreharbeiten im Juli 2015 mit 50 Mitarbeitern (darunter 30 Darstellern) mit einem Budget von 6.000 Euro realisiert.
Am 15. Februar 2017 hatte der Spielfilm u. a. seine Premiere auf der Genrenale in Berlin und wurde anschließend auch in vereinzelten Programmkinos gezeigt.
Darüber hinaus wurde der Film auch bei Prime Video veröffentlicht, wo er innerhalb kürzester Zeit 300.000 Minuten gestreamt wurde. Seit 2023 ist er zudem auf dem YouTube-Kanal des Regisseurs abrufbar.

## Kritiken
Doreen Kaltenecker von Testkammer gab dem Film 6 von 10 Punkten und resümierte, dass seit dem großartigen Shaun of the Dead (2004) Zombie-Komödien sehr beliebt seien und sich der deutsche Genrefilm dieses Themas schon öfter annahm. Beispiele seien der besonders schlechte YouTuber-Film Kartoffelsalat (2015) und der solide gemachte Die Nacht der lebenden Loser (2004). Der Regisseur Douglas Stahl und seine Crew springen auf den Zug auf und bringen die Zuschauer ins Jahr 1986 (witzigerweise das Geburtstagsjahr des Regisseurs). Mit viel Freude wurden die Sets ausgestattet, alle Klischees über Büroangestellte ausgegraben und mit Zombiehumor kombiniert. Auch wenn nicht jeder Gag zünde, kann Z-Office gut unterhalten und zeige wunderbar die Liebe zu diesem Projekt. Hinzu komme, dass die drei Hauptdarsteller ihre Sache sehr gut machen und vollkommen in ihre Rolle schlüpfen. Das ergäbe ein stimmiges Bild, auch wenn die ein oder andere zeitliche Straffung und ein bisschen weniger Slapstick den Film noch besser abgerundet hätten. Man könne auf jeden Fall gespannt sein, wie es mit den deutschen Zombiekomödien und mit dem Jungregisseur Stahl weitergehe.
Wolfgang Brunner von Film-Besprechungen sah in Z-Office eine Komödie, die einen wirklich zum Lachen bringe. Das liege zum einen an der gut platzierten Situationskomik, zum anderen aber an den hervorragenden Darstellern. Allen voran müsse man Nikolai Will erwähnen, der sich hier sichtlich in seinem Element befinde. So sei Will hier einfach unglaublich passend besetzt und gehe in seiner Rolle auf, dass es nur so eine Freude sei, ihm bei seinem Überlebenskampf zuzusehen. Doch genauso erwähnenswert sind seine „Kollegen“, die von Klaus Thiel-Kenner und Alexandra Schiller gespielt werden. Ihr teils trockener Humor komme richtig gut und verursache in vielen Augenblicken ein amüsiertes Schmunzeln beim Zuseher. Wenngleich er nicht eine der Hauptrollen übernommen hat, so könne aber auch Florian Simbeck absolut überzeugen und mache die Vierergruppe an sympathischen Hauptdarstellern komplett. Brunner resümierte, dass es ein witziger Genrebeitrag aus Deutschland sei, der neben trashigen Einlagen auch sehr künstlerisch und professionell sei. Tolle, gutgelaunte Darsteller schaffen eine Funsplatter-Zombie-Komödie, die Lust auf mehr mache.